# Rezerwat przyrody Skalní potok
Rezerwat przyrody Skalní potok (cz. Přírodní rezervace Skalní potok) – rezerwat przyrody, znajdujący się w paśmie górskim Wysokiego Jesionika (cz. Hrubý Jeseník), w północno-wschodnich Czechach, w Sudetach Wschodnich, na Śląsku, w pobliżu osady Bílý Potok, w powiecie Bruntál (cz. Okres Bruntál), położony blisko płynącego potoku o nazwie Skalní potok.

## Charakterystyka
Rezerwat znajduje się w obrębie wydzielonego obszaru objętego ochroną o nazwie Obszar Chronionego Krajobrazu Jesioniki (cz. Chráněná krajinná oblast (CHKO) Jeseníky), a utworzonego w celu ochrony utworów skalnych, ziemnych i roślinnych oraz rzadkich gatunków zwierząt, położony w części (mikroregionie) Wysokiego Jesionika o nazwie Masyw Orlíka (cz. Medvědská hornatina). Rezerwat przyrody Skalní potok położony jest na wysokościach (655–930) m n.p.m. wokół centralnie płynącego potoku Skalní potok i obejmuje swoim zasięgiem poza stokiem góry Černý vrch również stoki innych gór wraz z niektórymi szczytami: Karliny kameny, Skály (1), Jelení kameny, Zadní plošina, Zlatá stráň–JV, Zlatá stráň–V i Zlatá stráň. Jest to obszar o areale 198,98 ha oraz dodatkowo 41 ha powierzchni otulającej strefy ochronnej (buforowej). Położony jest w odległości około 6 km na północny wschód od szczytu góry Pradziad i około 1,2 km na południe od szczytu góry Černý vrch. Rezerwat został utworzony 15 maja 2001 roku w celu ochrony naturalnej struktury lasu żyznej buczyny sudeckiej obejmującej strefę lasu mieszanego jodłowo-bukowego (5. stopień; cz. 5. lesní vegetační stupeň) oraz strefę lasu świerkowo-bukowego (6. stopień) w typologii leśnej oraz jej otoczenia flory i fauny. Na obszarze rezerwatu występuje szereg skalisk i grup skalnych. Przez rezerwat nie poprowadzono żadnego szlaku turystycznego ani żadnej ścieżki dydaktycznej. Przebiega przez jego obszar jedynie droga wzdłuż doliny potoku Skalní potok o nazwie Skalní cesta. Z uwagi na ochronę cennego ekosystemu głębsze penetrowanie obszaru rezerwatu nie jest zalecane. Przez rezerwat przepływa główny potok Skalní potok mający skaliste koryto z licznymi kaskadami i wodospadami oraz największym z nich o nazwie (cz. Vodopád Skalního potoka) położonym na wysokości około 690 m n.p.m. oraz mającym wysokość około 2 m.

### Flora
Z większych roślin (drzewostan) w rezerwacie występują tu m.in.: buk zwyczajny (łac. Fagus silvatica), jodła pospolita (Abies alba), klon jawor (Acer pseudoplatanus) wiąz górski (Ulmus glabra) czy świerk pospolity (Picea abies). Na tzw. skalnych stopniach (cz. Skalní schody) rezerwatu ma swoje jedyne stanowisko na Obszarze Chronionego Krajobrazu Jesioniki, cis pospolity (Taxus baccata). Z mniejszych roślin runa leśnego występują tu m.in.: storzan bezlistny (Epipogium aphyllum), trędownik wiosenny (Scrophularia vernalis), gruszycznik jednokwiatowy (Moneses uniflora), gnieźnik leśny (Neottia nidus-avis) czy kukułka Fuchsa (Dactylorhiza fuchsii).
Przeprowadzone badania briologiczne wykazały występowanie w rezerwacie m.in. takich mszaków jak: widlicowiec omszony (Apometzgeria pubescens), rzęsolistek włochowaty (Blepharostoma trichophyllum), miedzik płaski (Frullania dilatata), łuskolist rozesłany (Lepidozia reptans), widlik zwyczajny (Metzgeria furcata), skosatka zanokcicowata (Plagiochila asplenioides), skosatka parzochowata (Plagiochila porelloides), usznica spłaszczona (Radula complanata) czy lśniątka dłoniasta (Riccardia palmata) oraz mchów m.in. takich jak: krzywoszyj rozesłany (Amblystegium serpens), żurawiec falisty (Atrichum undulatum), żebrowiec paprociowaty (Cratoneuron filicinum), zwiesiniec (Dicranodontium denudatum), widłoząb miotlasty (Dicranum scoparium), gładysz paprociowaty (Homalia trichomanoides), myszyniec baźkowiec (Isothecium alopecuroides), miechera kędzierzawa (Neckera crispa), bagniak zdrojowy (Philonotis fontana), rokietnik pospolity (Pleurozium schreberi), płonnicz alpejski (Polytrichastrum alpinum), złotowłos strojny (Polytrichastrum formosum), płonnik pospolity (Polytrichum commune), korowiec wielozarodniowy (Pylaisia polyantha) czy merzyk kropkowaty (Rhizomnium punctatum).

### Fauna
Rezerwat jest miejscem gniazdowania wielu gatunków zwierząt m.in. ptaków: puchacza zwyczajnego (Bubo bubo), bociana czarnego (Ciconia nigra) czy sokoła wędrownego (Falco peregrinus). Ponadto obszar rezerwatu jest miejscem nielicznego w Wysokim Jesioniku występowania rysia (Lynx lynx). W latach 2010–2011 w rezerwacie przeprowadzono obserwacje i badania malakologiczne, które wykazały występowanie następujących mięczaków, takich jak m.in.: ślinik leśny (Arion silvaticus), pomrów błękitny (Bielzia coerulans), świdrzyk lśniący (Cochlodina laminata), krążałek obły (Discus ruderatus), wałkówka górska (Ena montana), ślimak nadobny (Faustina faustina), świdrzyk leśny (Macrogastra plicatula), ślimak zaroślowy (Arianta arbustorum), ślinik rdzawy (Arion fuscus), krążałek plamisty (Discus rotundatus), pomrów czarniawy (Limax cinereoniger), ślimak karpacki (Monachoides vicinus), szklarka żeberkowana (Perpolita hammonis), krążałek drobny (Punctum pygmaeum), przeźrotka szklista (Vitrina pellucida), białek wysmukły (Carychium tridentatum), białek malutki (Carychium minimum) czy źródlarka karpacka (Bythinella austriaca) .